# Grand Prix Południowej Afryki 1962
Grand Prix Południowej Afryki 1962 (oryg. South African Grand Prix) – ostatnia runda Mistrzostw Świata Formuły 1 w sezonie 1962, która odbyła się 29 grudnia 1962, po raz 1. na torze Prince George Circuit.
9. Grand Prix Południowej Afryki, 1. zaliczane do Mistrzostw Świata Formuły 1.

## Wyniki

### Kwalifikacje
Źródło: statsf1.com
| P  | Nr | Kierowca                | Konstruktor(-silnik) | Opony | Czas       | Odstęp | Strata |
| -- | -- | ----------------------- | -------------------- | ----- | ---------- | ------ | ------ |
| 1  | 1  | Jim Clark               | Lotus-Climax         | D     | 1:29,3     | –      | –      |
| 2  | 3  | Graham Hill             | BRM                  | D     | 1:29,6     | +0,3   | +0,3   |
| 3  | 10 | Jack Brabham            | Brabham-Climax       | D     | 1:31,0     | +1,4   | +1,7   |
| 4  | 11 | Innes Ireland           | Lotus-Climax         | D     | 1:31,1     | +0,1   | +1,8   |
| 5  | 6  | John Surtees            | Lola-Climax          | D     | 1:31,5     | +0,4   | +2,2   |
| 6  | 9  | Tony Maggs              | Cooper-Climax        | D     | 1:31,7     | +0,2   | +2,4   |
| 7  | 4  | Richie Ginther          | BRM                  | D     | 1:31,7     | +0,0   | +2,4   |
| 8  | 8  | Bruce McLaren           | Cooper-Climax        | D     | 1:31,7     | +0,0   | +2,4   |
| 9  | 2  | Trevor Taylor           | Lotus-Climax         | D     | 1:32,6     | +0,9   | +3,3   |
| 10 | 20 | Neville Lederle         | Lotus-Climax         | D     | 1:33,6     | +1,0   | +4,3   |
| 11 | 7  | Roy Salvadori           | Lola-Climax          | D     | 1:35,4     | +1,8   | +6,1   |
| 12 | 18 | John Love               | Cooper-Climax        | D     | 1:36,4     | +1,0   | +7,1   |
| 13 | 14 | Ernie Pieterse          | Lotus-Climax         | D     | 1:36,8     | +0,4   | +7,5   |
| 14 | 21 | Doug Serrurier          | LDS-Alfa Romeo       | D     | 1:36,8     | +0,0   | +7,5   |
| 15 | 22 | Mike Harris             | Cooper-Alfa Romeo    | D     | 1:39,1     | +2,3   | +9,8   |
| 16 | 15 | Carel Godin de Beaufort | Porsche              | D     | 1:39,2     | +0,1   | +9,9   |
| 17 | 5  | Bruce Johnstone         | BRM                  | D     | brak czasu | –      | –      |
| P  | Nr | Kierowca                | Konstruktor(-silnik) | Opony | Czas       | Odstęp | Strata |

### Wyścig
Źródła: statsf1.com
| P                                                     | + / –     | Nr | Kierowca                | Konstruktor       | Opony | Okr. | Czas / Strata | Komentarz                   |
| ----------------------------------------------------- | --------- | -- | ----------------------- | ----------------- | ----- | ---- | ------------- | --------------------------- |
| 1                                                     | 1         | 3  | Graham Hill             | BRM               | D     | 82   | 2:08:03,3     |                             |
| 2                                                     | 6         | 8  | Bruce McLaren           | Cooper-Climax     | D     | 82   | +49,8         |                             |
| 3                                                     | 3         | 9  | Tony Maggs              | Cooper-Climax     | D     | 82   | +50,3         |                             |
| 4                                                     | 1         | 10 | Jack Brabham            | Brabham-Climax    | D     | 82   | +53,8         |                             |
| 5                                                     | 1         | 11 | Innes Ireland           | Lotus-Climax      | D     | 81   | +1 okr.       |                             |
| 6                                                     | 4         | 20 | Neville Lederle         | Lotus-Climax      | D     | 78   | +4 okr.       |                             |
| 7                                                     | Bez zmian | 4  | Richie Ginther          | BRM               | D     | 78   | +4 okr.       |                             |
| 8                                                     | 4         | 18 | John Love               | Cooper-Climax     | D     | 78   | +4 okr.       |                             |
| 9                                                     | 8         | 5  | Bruce Johnstone         | BRM               | D     | 76   | +6 okr.       |                             |
| 10                                                    | 3         | 14 | Ernie Pieterse          | Lotus-Climax      | D     | 71   | +11 okr.      |                             |
| 11                                                    | 5         | 15 | Carel Godin de Beaufort | Porsche           | D     | 70   | +12 okr.      | pompa paliwowa              |
| Niesklasyfikowani                                     |           |    |                         |                   |       |      |               |                             |
|                                                       |           | 1  | Jim Clark               | Lotus-Climax      | D     | 62   | +20 okr.      | wyciek paliwa               |
|                                                       |           | 21 | Doug Serrurier          | LDS-Alfa Romeo    | D     | 62   | +20 okr.      | radiator                    |
|                                                       |           | 7  | Roy Salvadori           | Lola-Climax       | D     | 56   | +26 okr.      | zbiornik paliwa             |
|                                                       |           | 22 | Mike Harris             | Cooper-Alfa Romeo | D     | 31   | +51 okr.      | układ sterowniczy           |
|                                                       |           | 6  | John Surtees            | Lola-Climax       | D     | 26   | +56 okr.      | silnik                      |
|                                                       |           | 2  | Trevor Taylor           | Lotus-Climax      | D     | 11   | +71 okr.      | przekładnia                 |
| Nie wystartowali / niedopuszczeni do ponownego startu |           |    |                         |                   |       |      |               |                             |
|                                                       |           | 12 | Gary Hocking            | Lotus-Climax      | D     | 0    |               | śmierć podczas treningu     |
|                                                       |           | 16 | Syd van der Vyver       | Lotus-Climax      | D     | 0    |               | brak sprawnego samochodu    |
|                                                       |           | 17 | Tony Settember          | Emeryson-Climax   | D     | 0    |               | nie przybył                 |
|                                                       |           | 19 | Sam Tingle              | Lotus-Climax      | D     | 0    |               | wystartował w innym wyścigu |
| P                                                     | + / –     | Nr | Kierowca                | Konstruktor       | Opony | Okr. | Czas / Strata | Komentarz                   |

### Najszybsze okrążenie
Źródło: statsf1.com
| Nr | Kierowca  | Konstruktor  | Czas   | Okr. |
| -- | --------- | ------------ | ------ | ---- |
| 1  | Jim Clark | Lotus-Climax | 1:31,0 | 3    |

### Prowadzenie w wyścigu
Źródło: statsf1.com
| Nr                              | Kierowca    | Konstruktor  | Okrążenia | Suma |
| ------------------------------- | ----------- | ------------ | --------- | ---- |
| 1                               | Jim Clark   | Lotus-Climax | 1-62      | 62   |
| 3                               | Graham Hill | BRM          | 63-82     | 20   |
| \| Wykres \| \| ------ \| \| \| |             |              |           |      |
| Wykres                          |             |              |           |      |
|                                 |             |              |           |      |

## Klasyfikacja po wyścigu
Pierwsza szóstka otrzymywała punkty według klucza 9-6-4-3-2-1. Liczone było tylko 5 najlepszych wyścigów danego kierowcy.
Uwzględniono tylko kierowców, którzy zdobyli jakiekolwiek punkty
| P  | +/− | Kierowca                | Starty | Punkty  | P1 | P2 | P3 | PP | NO | NS |
| -- | --- | ----------------------- | ------ | ------- | -- | -- | -- | -- | -- | -- |
| 1  | 0   | Graham Hill             | 9      | 42 (52) | 4  | 2  | –  | 1  | 3  | –  |
| 2  | 0   | Jim Clark               | 9      | 30      | 3  | –  | –  | 6  | 5  | 4  |
| 3  | 0   | Bruce McLaren           | 9      | 27 (32) | 1  | 1  | 3  | –  | 1  | 2  |
| 4  | 0   | John Surtees            | 9      | 19      | –  | 2  | –  | 1  | –  | 4  |
| 5  | 0   | Dan Gurney              | 7      | 15      | 1  | –  | 1  | 1  | –  | 2  |
| 6  | 0   | Phil Hill               | 6      | 14      | –  | 1  | 2  | –  | –  | 2  |
| 7  | +1  | Tony Maggs              | 9      | 13      | –  | 1  | 1  | –  | –  | 2  |
| 8  | −1  | Richie Ginther          | 9      | 10      | –  | 1  | 1  | –  | –  | 4  |
| 9  | +1  | Jack Brabham            | 8      | 9       | –  | –  | –  | –  | –  | 3  |
| 10 | −1  | Trevor Taylor           | 9      | 6       | –  | 1  | –  | –  | –  | 5  |
| 11 | 0   | Giancarlo Baghetti      | 4      | 5       | –  | –  | –  | –  | –  | 1  |
| 12 | 0   | Lorenzo Bandini         | 3      | 4       | –  | –  | 1  | –  | –  | 1  |
| 13 | 0   | Ricardo Rodríguez       | 4      | 4       | –  | –  | –  | –  | –  | 1  |
| 14 | 0   | Willy Mairesse          | 3      | 3       | –  | –  | –  | –  | –  | 1  |
| 15 | 0   | Jo Bonnier              | 7      | 3       | –  | –  | –  | –  | –  | 2  |
| 16 | N   | Innes Ireland           | 8      | 2       | –  | –  | –  | –  | –  | 5  |
| 17 | −1  | Carel Godin de Beaufort | 8      | 2       | –  | –  | –  | –  | –  | 1  |
| 18 | −1  | Masten Gregory          | 6      | 1       | –  | –  | –  | –  | –  | 3  |
| 19 | N   | Neville Lederle         | 1      | 1       | –  | –  | –  | –  | –  | –  |
| P  | +/− | Kierowca                | Starty | Punkty  | P1 | P2 | P3 | PP | NO | NS |

### Konstruktorzy
Tylko jeden, najwyżej uplasowany kierowca danego konstruktora, zdobywał dla niego punkty. Również do klasyfikacji zaliczano 5 najlepszych wyników.
| P                 | +/− | Konstruktor       | Starty | Punkty  | P1 | P2 | P3 | PP | NO | NS |
| ----------------- | --- | ----------------- | ------ | ------- | -- | -- | -- | -- | -- | -- |
| 1                 | 0   | BRM               | 19     | 42 (56) | 4  | 3  | 1  | 1  | 3  | 4  |
| 2                 | 0   | Lotus-Climax      | 49     | 36 (38) | 3  | 1  | –  | 6  | 5  | 22 |
| 3                 | 0   | Cooper-Climax     | 28     | 29 (37) | 1  | 2  | 4  | –  | 1  | 7  |
| 4                 | 0   | Lola-Climax       | 16     | 19      | –  | 2  | –  | 1  | –  | 11 |
| 5                 | 0   | Porsche           | 25     | 18 (19) | 1  | –  | 1  | 1  | –  | 6  |
| 6                 | 0   | Ferrari           | 20     | 18      | –  | 1  | 3  | –  | –  | 6  |
| 7                 | 0   | Brabham-Climax    | 3      | 6       | –  | –  | –  | –  | –  | 1  |
| 8                 | 0   | Lotus-BRM         | 8      | 1       | –  | –  | –  | –  | –  | 5  |
| Niesklasyfikowani |     |                   |        |         |    |    |    |    |    |    |
|                   |     | Emeryson-Climax   | 3      | 0       | –  | –  | –  | –  | –  | 2  |
|                   |     | ENB-Maserati      | 1      | 0       | –  | –  | –  | –  | –  | –  |
|                   |     | LDS-Alfa Romeo    | 1      | 0       | –  | –  | –  | –  | –  | 1  |
|                   |     | Gilby-BRM         | 1      | 0       | –  | –  | –  | –  | –  | 1  |
|                   |     | Cooper-Alfa Romeo | 1      | 0       | –  | –  | –  | –  | –  | 1  |
| P                 | +/− | Kierowca          | Starty | Punkty  | P1 | P2 | P3 | PP | NO | NS |